# Markéta z Cortony
Markéta z Cortony (1247 – 1297) byla italská světice pocházející z Toskánska. Nejprve žila zcela světským životem v nemanželském vztahu se šlechticem, kterému porodila i syna. Po smrti svého druha se zcela změnila, vstoupila jako terciářka do řádu františkánů. Její ostatky jsou dnes uloženy v Cortoně, místě jejího působení. Byla svatořečena 16. května 1728 papežem Benediktem XIII.

## Dětství a mládí Markéty
Svatá Markéta z Cortony se narodila roku 1247 v Lavianu, nedaleko toskánského města Chiusi. Byla dcerou chudého sedláka, matka jí zemřela, když bylo Markétě sedm let. Otec se znovu oženil, ale nevlastní matka se k vyvdané dceři chovala chladně a nepřátelsky. Markéta tedy nezažila šťastné dospívání. Ač pocházela z chudé rodiny, o nápadníky neměla nouzi díky své kráse. V 16 letech se seznámila s mladým šlechticem Arseniem z Montepulciana. Opustila rodný dům a přestěhovala se do domu svého druha. Tento veřejný vztah, který nebyl svázán svatbou, budil všeobecné pohoršení. Markéta dokonce brzy nato porodila syna. Ani narození potomka nebylo důvodem pro uzavření sňatku. Po devíti letech vztahu, kdy Arsenio odjel zkontrolovat své panství, byl násilně přepaden lupiči a zabit. Domů se vrátil pouze pánův pes, který také Markétu k tělu mrtvého přivedl. Pomíjivost lidského života ji dovedla k zamyšlení nad svými činy. Všechen majetek rozdala příbuzným Arsenia, nechala si jen pár šperků, které darovala chudým.

## Počátky církevního života
Otec s nevlastní matkou odmítli poskytnout Markétě a jejímu synovi přístřeší. Roku 1273 odešla do Cortony, města, které leží v nadmořské výšce 500 m n. m., na hranici mezi kraji Toskánska a Umbrie, kde se ucházela o úkryt v domě dvou paní z rodiny Moscari. Ty jí poskytly dočasné ubytování a odvedly ji do místního kláštera františkánek. V klášteře ji však řádové sestry odmítly z důvodu jejího mládí a také pro to, jaký dosud vedla život. Markéta svých činů ale litovala a dala se na pokání. Začala se všemožně kát, postila se, spala na kamenné podlaze atd. Také se jednoho dne objevila ve svém rodném Lavianu na mši s oprátkou na krku a prosila o odpuštění. Ani trvalé hladovění této „svaté anorektičce“ nestačilo a prosila svého zpovědníka, aby jí dovolil zohyzdit si tvář jako oběť Kristu králi, toto jí dovoleno nebylo. Když však prošla všemi zkouškami, směla po třech letech složit sliby a stát se františkánskou terciářkou (členkou třetího řádu sv. Františka z Assisi, určeného pro osoby, které se nemohly stát členy mužského či ženského řádu sv. Františka). Až do své smrti vedla velmi přísný život. Dopřávala si málo jídla i spánku a nosila jen žíněnou košili. Svůj život věnovala dobročinnosti a do doby, než její syn vyrostl, pracovala, aby ho uživila. Syn byl pak poslán do školy v Arezzu, kde studoval, dokud nevstoupil do františkánského řádu. Mnozí lidé v okolí přesto pochybovali o pokání Markéty a šířili o ní pomluvy. Říkalo se například, že udržuje poměr s jedním z mnichů.

## Závěr života
Postupně se tak Markéta stále více uzavírala do sebe, ačkoli z veřejného života úplně neodešla. V Cortoně založila špitál pro chudé a nemocné, kromě toho také uvedla v život společnost sester III. řádu. Její modlitby a rady přispěly k obrácení mnoha hříšníků. Dostalo se jí řady mystických milostí. Je jí připisován nespočet zázračných uzdravení.
Poslední léta života prožila zcela v osamění. Zemřela po sedmnáctidenní nemoci, kdy ani nepřijímala žádnou stravu, v Cortoně dne 22. února 1297 ve věku 50 let.

## Kult sv. Markéty z Cortony
Její ostatky byly nalezeny v roce 1392 v neporušeném stavu a jsou dodnes uloženy ve skleněné schránce v Santuario di Santa Margherita v Cortoně. Kostel je často navštěvovaným poutním místem. Mnohokrát se na jejím hrobě děly zázraky. Po své smrti se stala velmi obdivovanou osobností. Její kult je ale rozšířen hlavně v okolí jejího bývalého působení a v celé Itálii. Začala být opětovaně zobrazována, nejdříve už ve 14. století. Jedno ze zobrazení, snad nejstarší, lze dodnes spatřit v diecézním muzeu v Cortoně. Ukazuje Markétu jako terciářku s růžencem. Často ji můžeme vidět znázorněnou se psem. Pes odkazuje na příhodu, kdy její pes nalezl mrtvolu Markétina druha. Jako příklad tohoto zobrazení můžeme najít v Palazzo Pitti ve Florencii oltářní obraz z let 1618 – 1620 od italského malíře Giovanniho Lanfranca. Je možné, že malba inspirovala Berniniho při práci na slavném sousoší Extáze svaté Terezy. Markétinými atributy jsou podoba jeptišky františkánky, kříž a další nástroje umučení Krista a pes. Stala se patronkou kajícníků, jejího působiště Cortony, přímluvkyní zoufalých nevěstek a těch, kdo prožívají životní krize a životní zklamání. Svatořečena byla 16. května 1728 papežem Benediktem XIII. Tento papež mimochodem o rok později než sv. Markétu také kanonizoval českého světce sv. Jana Nepomuckého.

## Ohlasy v české kultuře
Její život byl románově zpracován L. Rösnerem v knize Františkánská Máří Magdaléna. Příběh sv. Markéty z Cortony, která vyšla v nakl. Christianitas roku 2021.